# Güterglück (stacja kolejowa)
Güterglück (niem. Bahnhof Güterglück) – stacja kolejowa w Zerbst/Anhalt, w kraju związkowym Saksonia-Anhalt, w Niemczech, w dzielnicy Güterglück. Stacja węzłowa na liniach Biederitz – Trebnitz (część połączenia Magdeburg - Dessau) i Berlin – Blankenheim (część Kanonenbahn). Stacja zbudowana jest jako stacja wieżowa. Po zamknięciu trasy Kanonenbahn Güterglück jest tylko przystankiem dla pociągów regionalnych z Magdeburga i Dessau. Środki transportu towarowego już nie działają. Według DB Station&Service ma kategorię 6.

## Położenie
Stacja kolejowa znajduje się w Güterglück, około 800 metrów na północ od centrum miejscowości. Güterglück jest obecnie częścią miasta Zerbst na północy powiatu Anhalt-Bitterfeld w Saksonii-Anhalt. Stacja znajduje się na 26,9 km odcinka Güterglück na linii Biederitz - Trebnitz, która biegnie z północnego zachodu na południowy wschód, oraz na 111,5 km (licząc od stacji kolejowej Berlin-Charlottenburg) linii Berlin - Blankenheim, która przebiega z północnego wschodu na południowy zachód.

## Historia

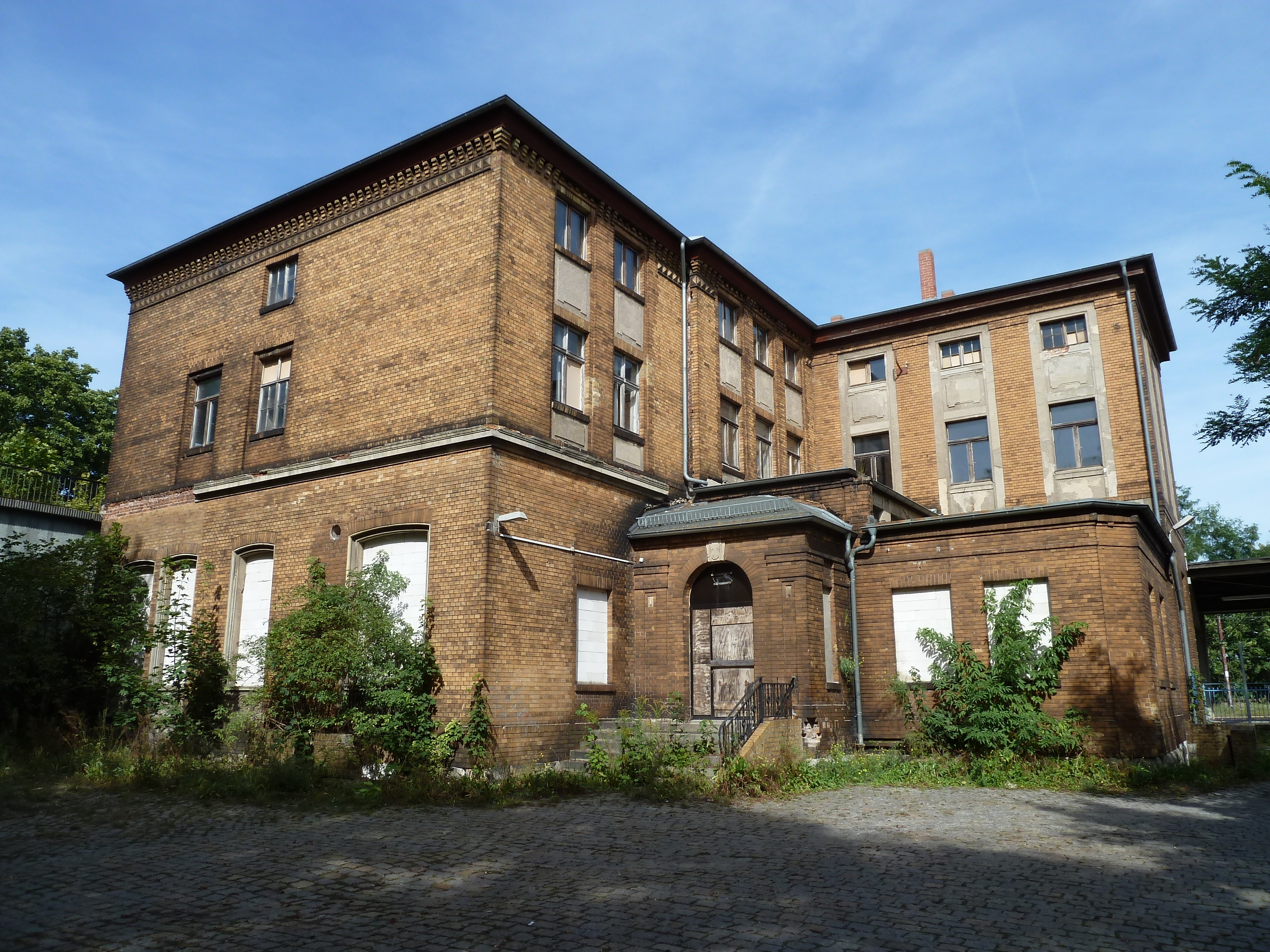
Budynek wejściowy, od strony ulicy. W tle po prawej stronie platforma dawnego BPME, w tle po lewej kolejka Kanonenbahn

1 lipca 1874 roku Berlin-Potsdam-Magdeburger Eisenbahngesellschaft (BPME) otworzył swoją linię z Biederitz koło Magdeburga do granicy z Księstwem Anhalt w pobliżu Trebnitz, gdzie połączenie z linią zbudowaną przez Berlin-Anhaltische Eisenbahngesellschaft do Zerbst i dalej do Dessau. Już w tym czasie planowano trasę z Berlina do granicy francuskiej w pobliżu Metz, co było konieczne przede wszystkim ze względów militarnych.
Trasa ta, zwana potocznie koleją wojskową, miała omijać większe osady. Między innymi z tego powodu odrzucono wnioski miasta Zerbst o obsługę nowej trasy. Trasa przez Zerbst powinna była łączyć zarówno Soławę, jak i Łabę. Wybrano więc bardziej północną trasę, a Güterglück był punktem przecięcia obu tras. 15 kwietnia 1879 oddano do użytku nowy odcinek Kanonenbahn z Berlina do Blankenheim dla ruchu towarowego, a po miesiącu dla ruchu pasażerskiego. Równocześnie z nową linią wybudowano północny łuk łącznikowy, który umożliwił przejazd z Berlina przez Belzig w kierunku Magdeburga, a do stacji towarowej BPME na linii do Biederitz można było dojechać z Berlina. Na drugim końcu krzywej łączącej w kierunku Berlina zbudowano małą stację rozrządową. 

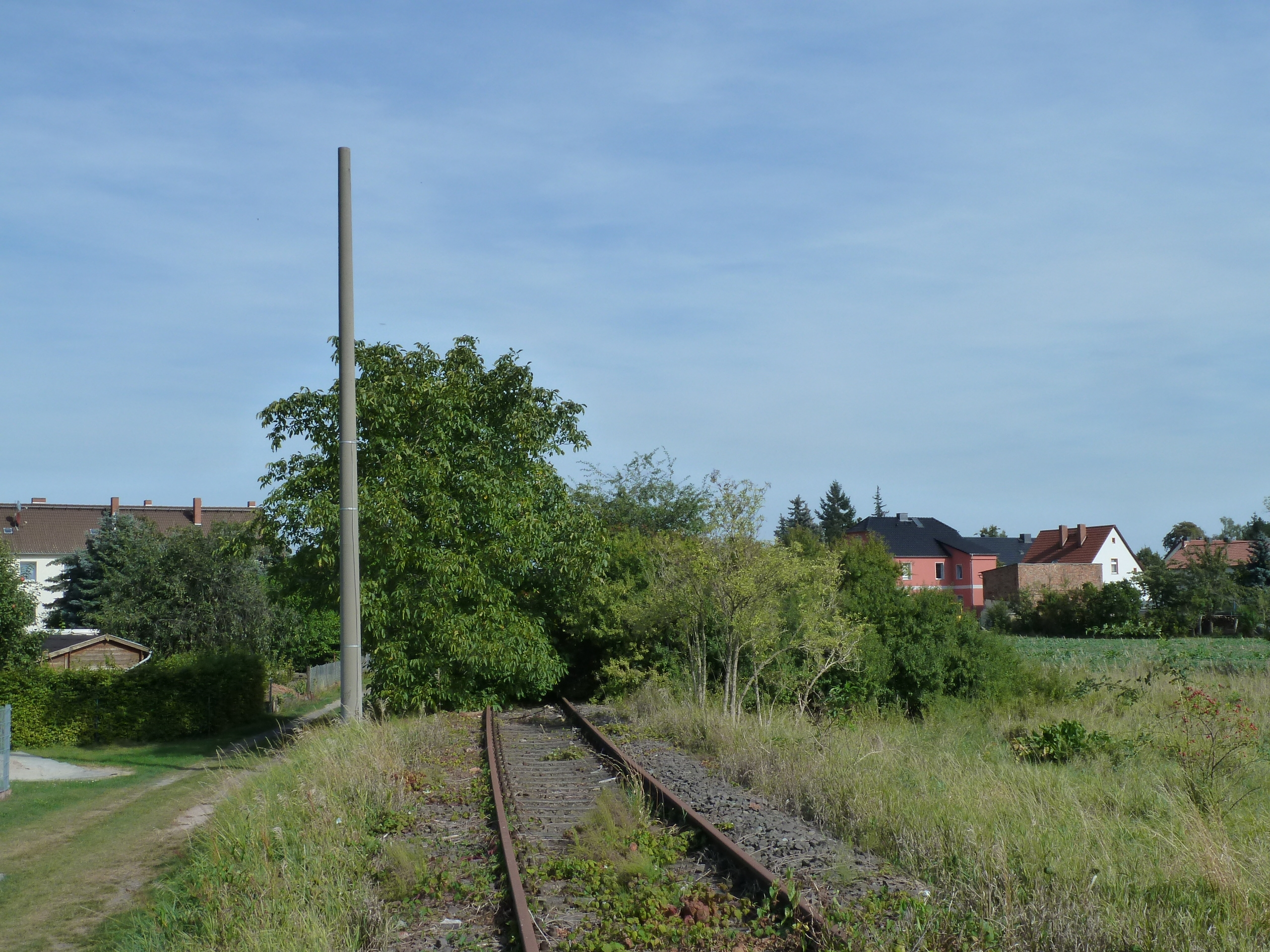
Południowy łuk łączący z masztem trakcyjnym

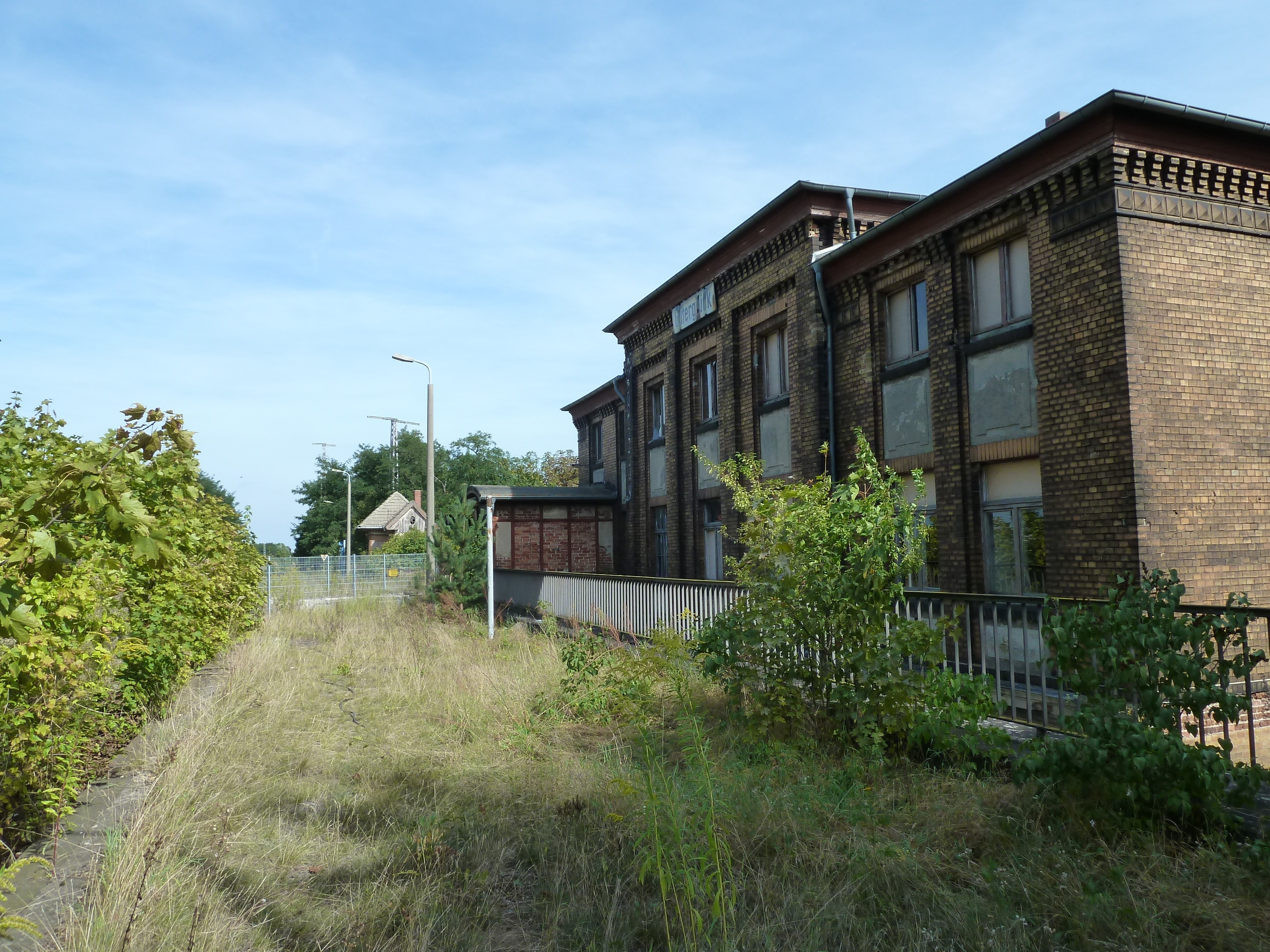
Pozostałości górnej części stacji przy budynku stacji. Za ogrodzeniem znajdował się most prowadzący nad dolnymi torami.

1 lutego 1923 rozpoczęto eksploatację elektryczną na dolnej stacji w kierunku Zerbst, a następnie 1 lipca tego samego roku na linii w kierunku Magdeburga. Po drugiej wojnie światowej sieci trakcyjne oraz drugi tor na obu liniach zostały zdemontowane jako rekompensata dla Związku Radzieckiego. W latach 1947/48 zbudowano południowy łuk łączący, dzięki któremu możliwe stały się bezpośrednie przejazdy z Barby do Güsten. Około 1970 rozpoczęto na stacji prace nad budową nowej centralnej nastawni, częściowo zmieniono układ torów. Został oddany do użytku od 9 do 11 października 1980 roku i zastąpił pięć mechanicznych sygnalizatorów na stacji i jedną na południowym łuku łącznikowym. Wcześniej 15 kwietnia 1975 wznowiono eksploatację elektryczną na dolnej stacji w kierunku Roßlau i Magdeburga.
Już w czasach NRD planowano rozbudowę i elektryfikację linii Berlin - Blankenheim jako linię odciążającą dla kilku głównych linii, zwłaszcza dla ruchu towarowego. Po zjednoczeniu Niemiec plany te były początkowo realizowane. W 1993 Berlin został podłączony do sieci ICE i, jako rozwiązanie tymczasowe, początkowo zamknięto krótką przerwę w linii jezdnej od stacji towarowej Güterglück przez Wiesenburg. W rejonie górnego dworca w kierunku Barby postawiono maszty jezdne, na południowy łuk łącznikowy częściowo naciągnięto linią nośną. 
Jednak prace nie zostały doprowadzone do końca. Wręcz przeciwnie, po przeniesieniu ruchu ICE, początkowo na bezpośrednią trasę z Magdeburga do Berlina, a później przez trasę Hanower-Berlin, nastąpił spadek ruchu na linii Kanonenbahn. W grudniu 2003 zakończył się ruch towarowy z Berlina oraz ze stacji rozrządowej Seddin przez północny łuk łączący w Güterglück w kierunku Magdeburga oraz ruch pasażerski z Belzig przez Güterglück i Barby do Magdeburga. Ostatnim pociągiem, który kursował do końca 2004, był pociąg wycieczkowy w weekendy z Berlina do gór Harz przez górną część stacji pasażerskiej. W kwietniu 2004 DB Netz złożyła wniosek do Federalnego Urzędu Kolejowego o zamknięcie odcinków Wiesenburg - Güterglück i Güterglück - Barby, co zostało przeprowadzone po zaprzestaniu ruchu pasażerskiego. W październiku 2011 roku na stacji Güterglück rozebrano mosty na linii nad dolnymi torami.

## Infrastruktura

### Tory

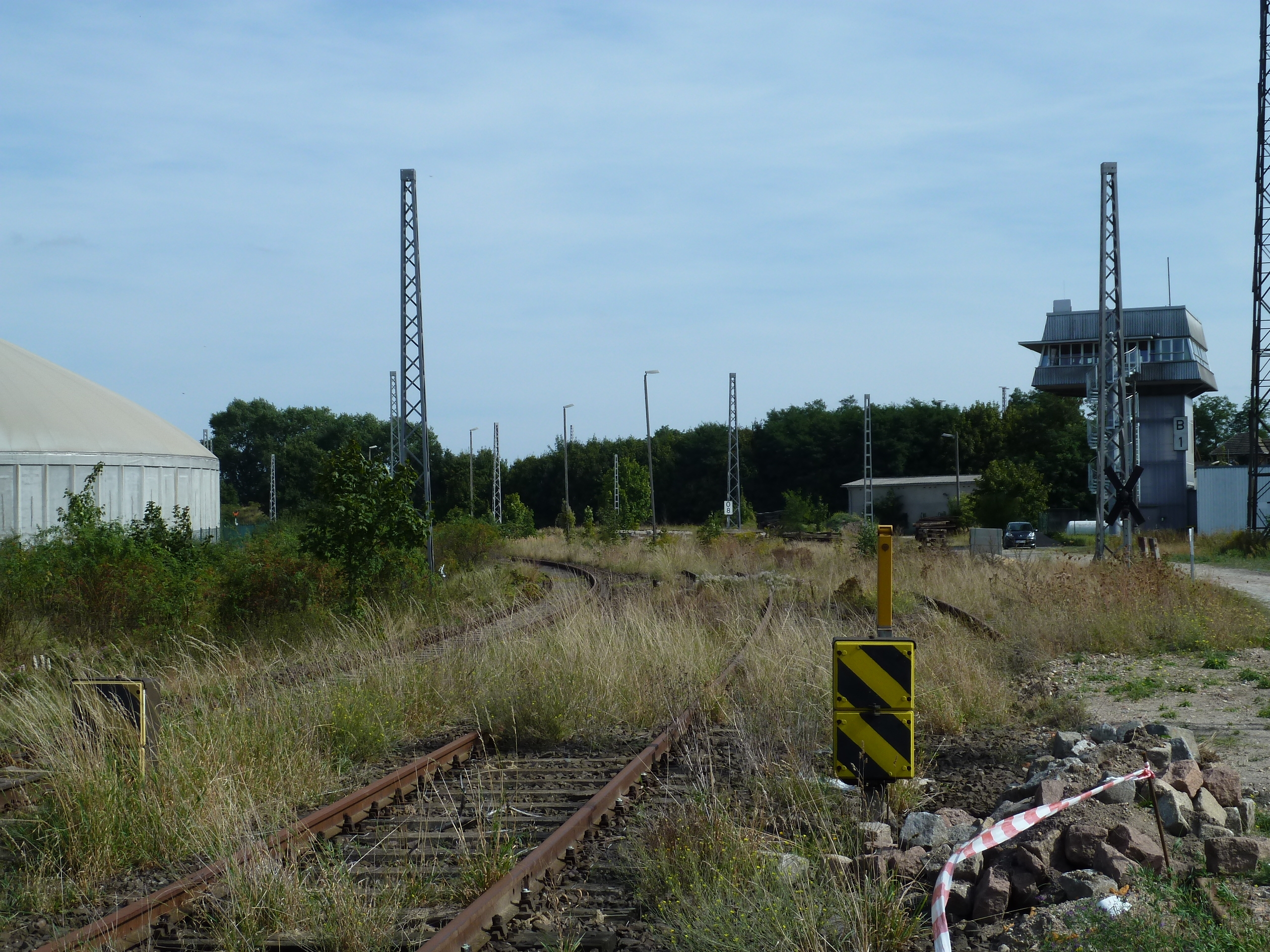
Północny łuk łączący z centralną nastawnią

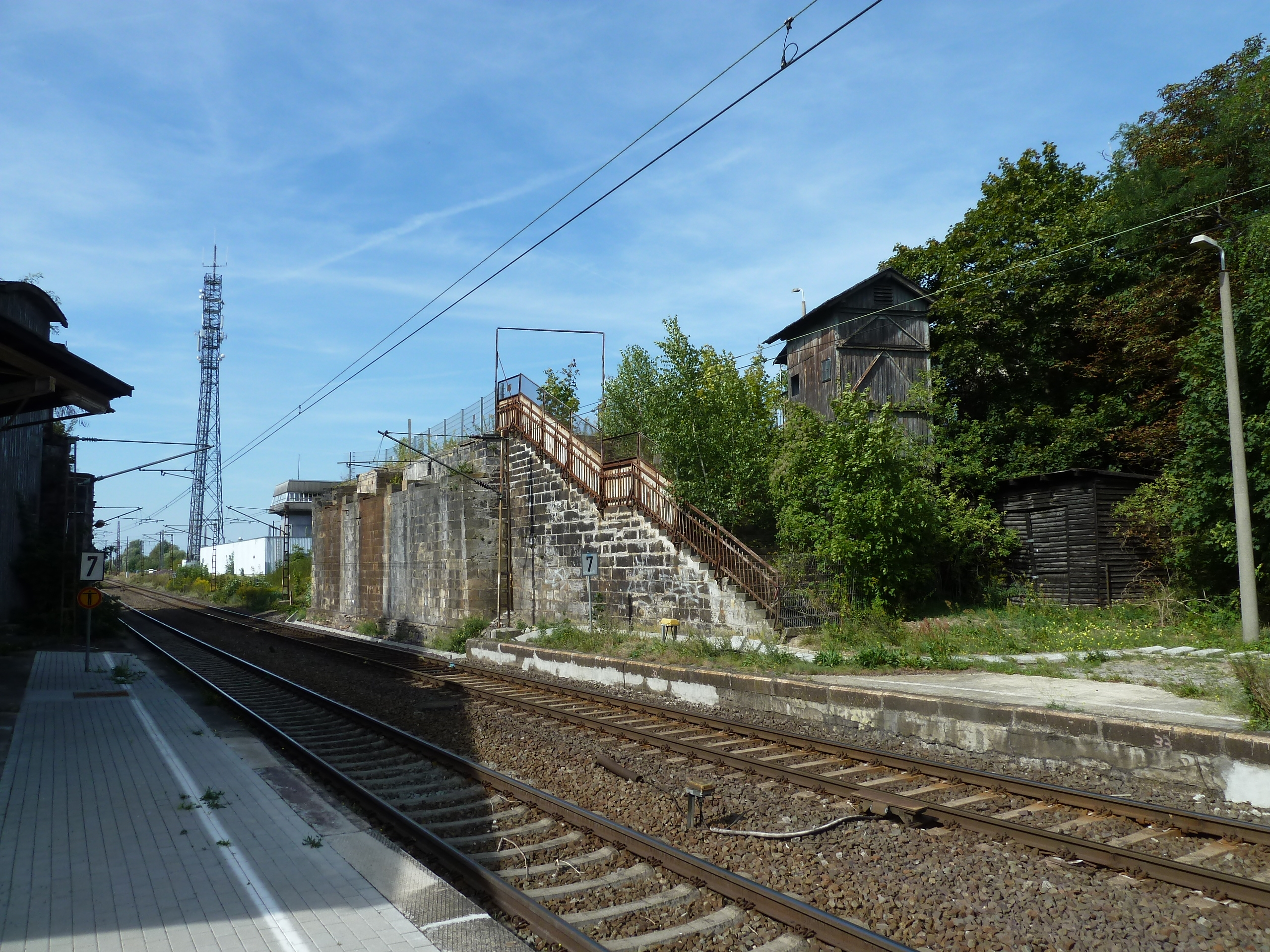
Dolne tory, po lewej budynek recepcji, po prawej schody i winda na górny peron, w głębi centralna nastawnia

Na dworcu pasażerskim linia Berlin - Blankenheim, która do 1945 była dwutorowa, przecinała linię Biederitz - Trebnitz, która również była dwutorowa. Po 1945 roku obie linie straciły swój drugi tor, który został przebudowany na dolnej linii w latach 70. W czasach systemu dwutorowego górna część stacji pasażerskiej wraz z peronami była już częścią trasy swobodnej pod względem bezpieczeństwa. Na północ od skrzyżowania łuk łączący prowadził z Berlina w kierunku Biederitz. Na jego wschodnim krańcu znajdowała się stacja rozrządowa składająca się z dwóch torów przelotowych, toru mijania, dwóch dalszych torów głównych i sześciu torów manewrowych i wyjazdowych, a także dwóch mechanicznych nastawnic. 
Na zachodnim końcu krzywej łączącej znajdowała się stacja towarowa, dawna stacja towarowa BPME. Składała się z pięciu torów. W tym miejscu zbudowano centralną skrzynkę sygnalizacyjną otwartą w 1980 roku, jest to skrzynka sygnalizacyjna schematu toru typu GS II Sp 64 b.
Urządzenia do lokalnego ruchu towarowego znajdowały się na północny wschód od stacji pasażerskiej i można było do nich dotrzeć z łuku łączącego.
Kolejny łuk łączący na południu stacji, otwarty w 1947 roku, umożliwiał podróż z kierunku Barby do Zerbst. W rejonie stacji pasażerskiej na skrzyżowaniu dwóch łączących łuków nie było innych torów poza dwoma peronowymi w górnej i dolnej części stacji. 

### Budynek dworca i perony
Budynek dworca to trzykondygnacyjny budynek w kształcie litery L. Na dolnej trasie znajdują się dwie zewnętrzne platformy połączone tunelem. Dolny peron południowo-zachodni znajduje się bezpośrednio przy budynku recepcji i jest dostępny z poziomu parteru. Dostęp do górnych peronów był możliwy z pierwszego piętra budynku. Bezpośrednio przy budynku recepcji znajdowała się platforma domowa, przez którą można było dostać się na platformę pośrednią. Były też schody z górnego peronu domowego na dolne oraz windy towarowe, których pozostałości zachowały się.
Ponieważ brakuje infrastruktury dla ruchu pasażerskiego, Deutsche Bahn początkowo chciała zasypać tunel pasażerski i wyłączyć platformę północną z końcem 2017. Odrzucono budowę nowego mostu na istniejącej stacji. Zamiast tego mają zostać zbudowane nowe, położone bliżej miejscowości perony, które mają być na tym samym poziomie, a zatem są dostępne z przejazdu kolejowo-drogowego na Moritzer Strasse. Ponieważ ich budowa się opóźnia, pod koniec 2018 wybudowano tymczasowy wiadukt.
Budynek dworca jest obecnie własnością prywatną i jest remontowany.